# 갑자기 불꽃처럼
"갑자기 불꽃처럼"은 1980년에 개봉한 대한민국의 영화이다.

## 캐스팅
- 최윤석
- 정희
- 하명중
- 유지인
- 사미자
- 전숙
- 장훈
- 전영주
- 이종만
- 박현옥
- 백동화
- 김만 (특별출연)
- 정지영 (특별출연)
- 김기석 (특별출연)
- 배광헌 (특별출연)
- 차현재 (특별출연)
- 박창영 (특별출연)